# Tylopoda
Tylopoda är en underordning i ordningen partåiga hovdjur som idag består av en enda familj – kameldjuren.
En hov sitter endast på de distala falangerna (längst ut). Dessutom sätter individerna den andra falangen på marken. Den är på undersidan utrustad med en tjock trampdyna. Den flerdelade magen som används för att idissla liknar idisslarnas mage men den har utvecklats genom konvergent evolution.
Dessutom räknas en del utdöda överfamiljer eller familjer till underordningen:
- †Amphimerycidae
- †Anoplotherioidea
- †Oreodontoidea
- †Oromerycidae
- †Protoceratidae, kan även tillhöra idisslare
- †Merycoidodontidae, klassificering omstridd
- †Xiphodontidae, eller som överfamilj Xiphodontoidea
- †Cainotheriidae, klassificering omstridd

För de andra ingående taxa (här överfamiljer eller familjer) hittades fossil antingen endast i Eurasien eller endast i Nordamerika. Därför är det oklart hur de är släkt med varandra.